# IC 85
IC 85 је ознака објекта на координатама са ректансцензијом 1h 11m 49,5s и деклинацијом - 0° 27" 9'. Открио га је Гијом Бигурдан, 6. децембра 1888. Каснијим посматрањима на том положају није уочен никакав астрономски објекат.